# 派廷
派廷是德国巴伐利亚州的一个市镇。总面积75.14平方公里，总人口11624人，其中男性6139人，女性5485人（2011年12月31日），人口密度155人/平方公里。

## 照片库

Peiting
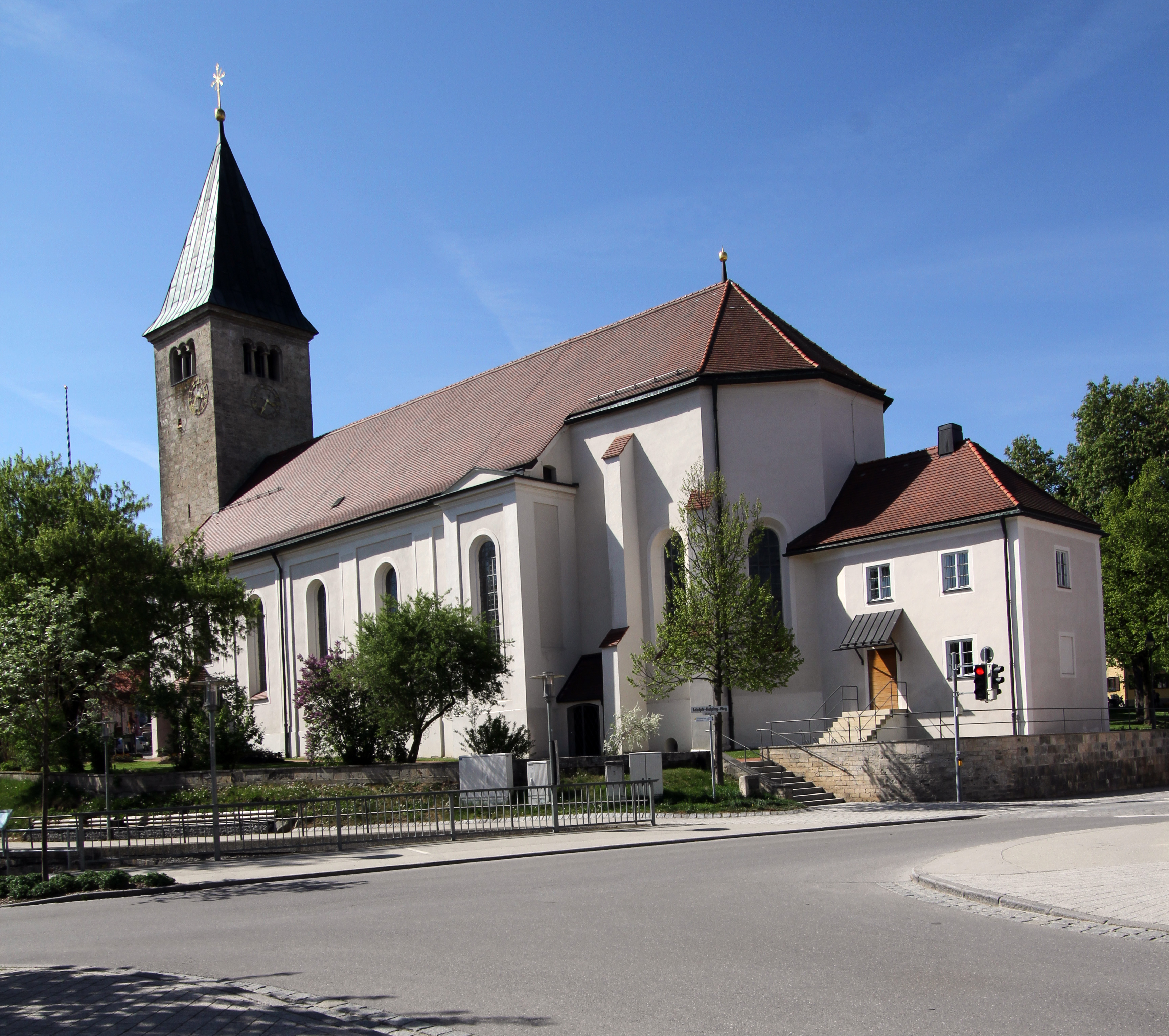
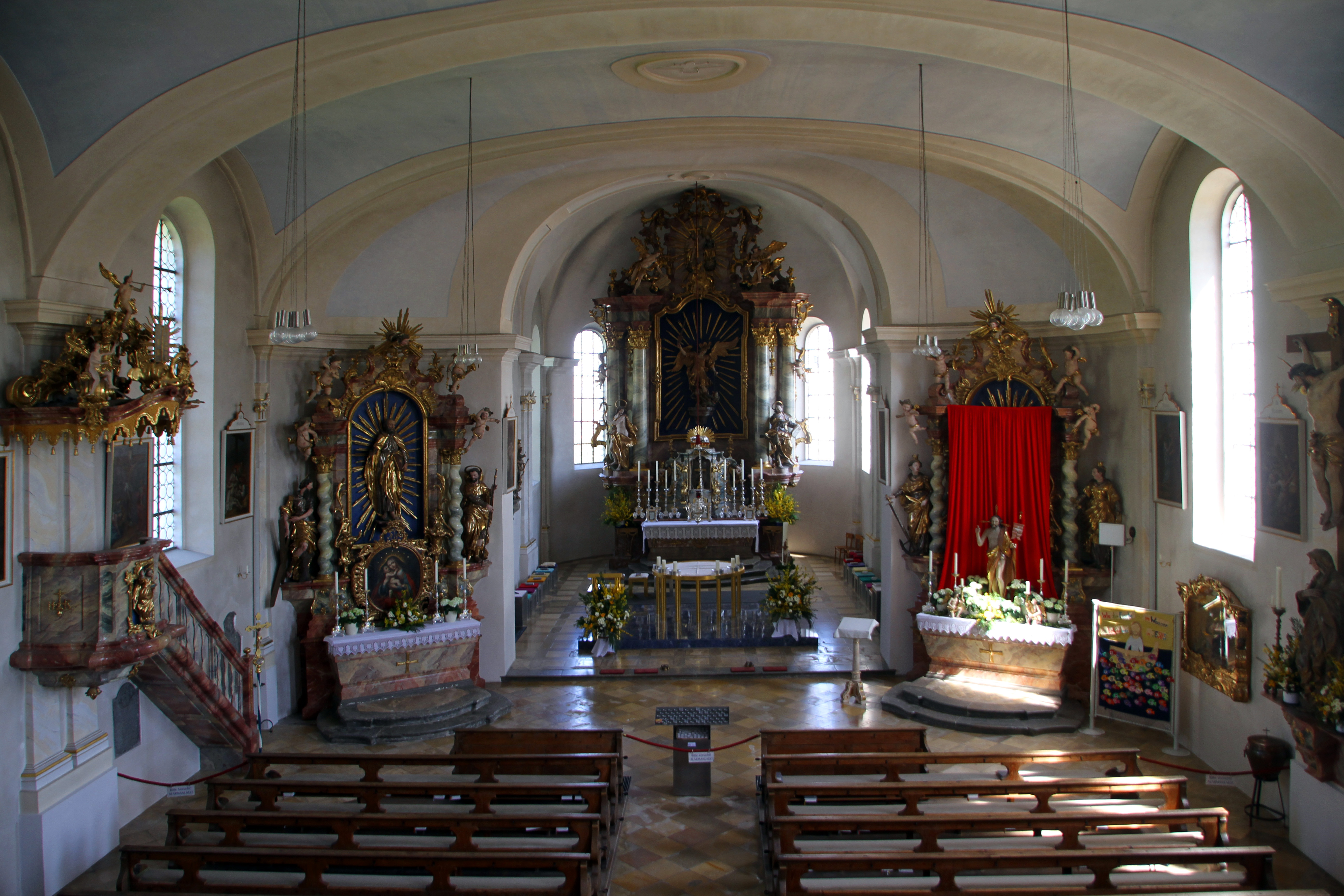
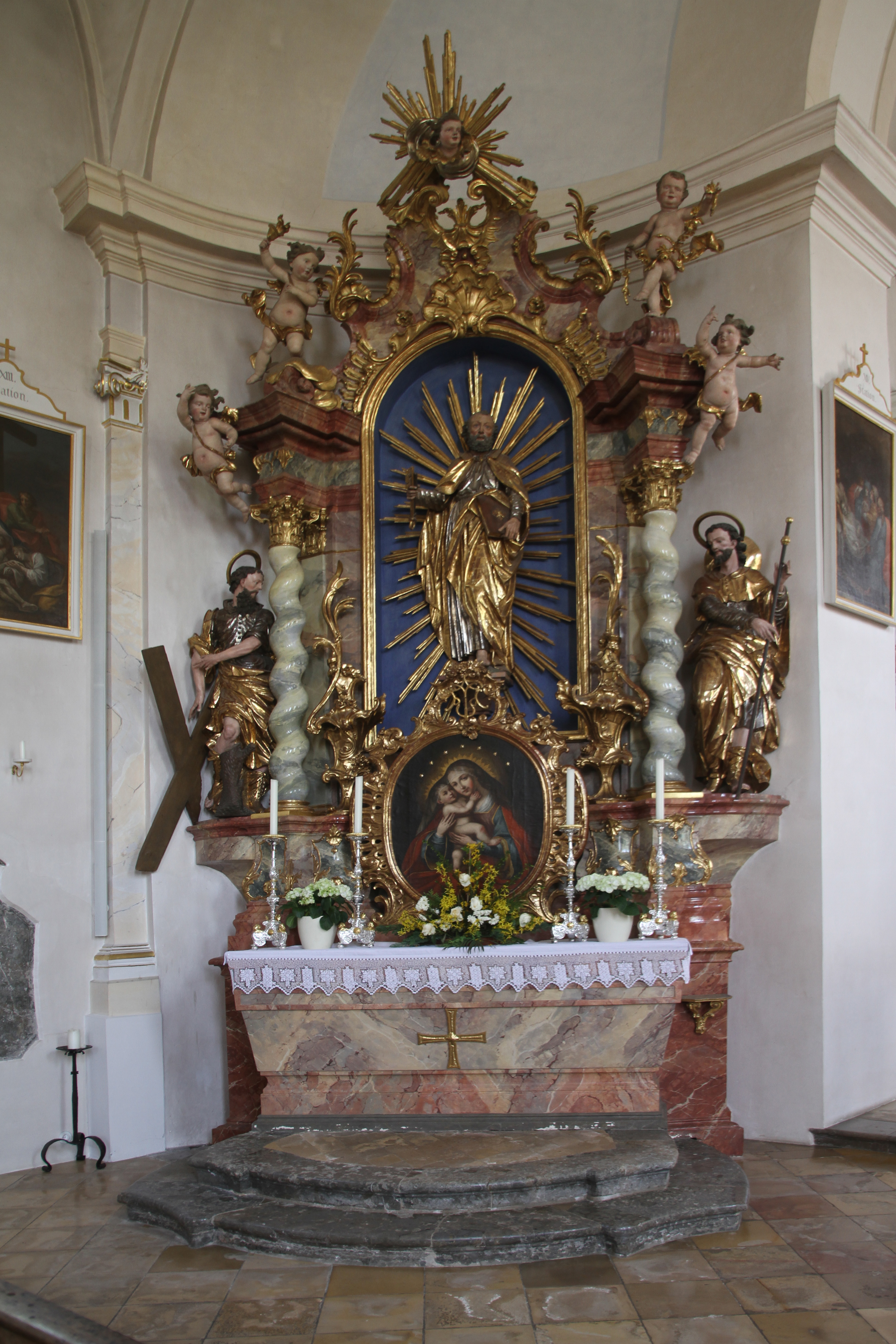
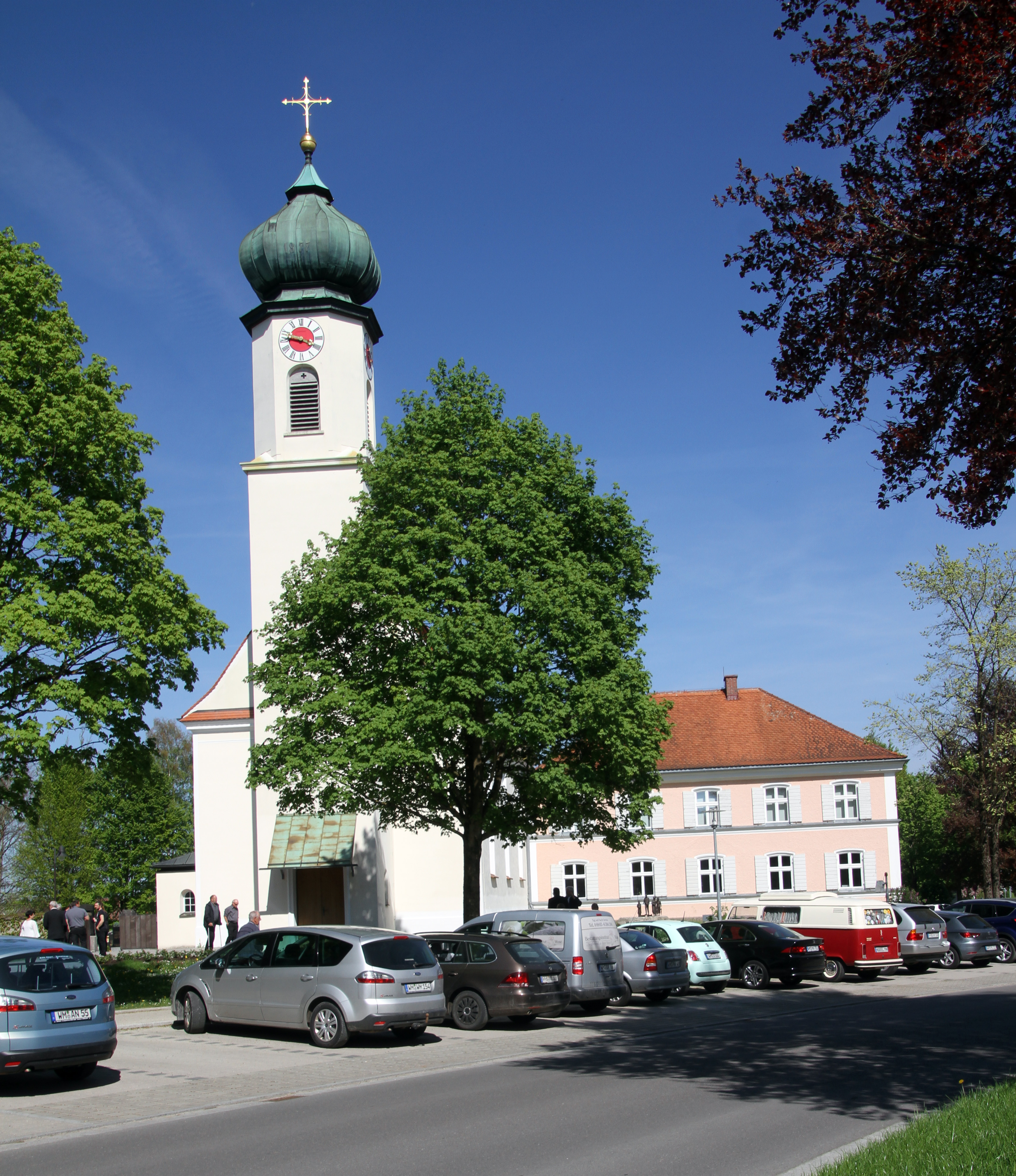
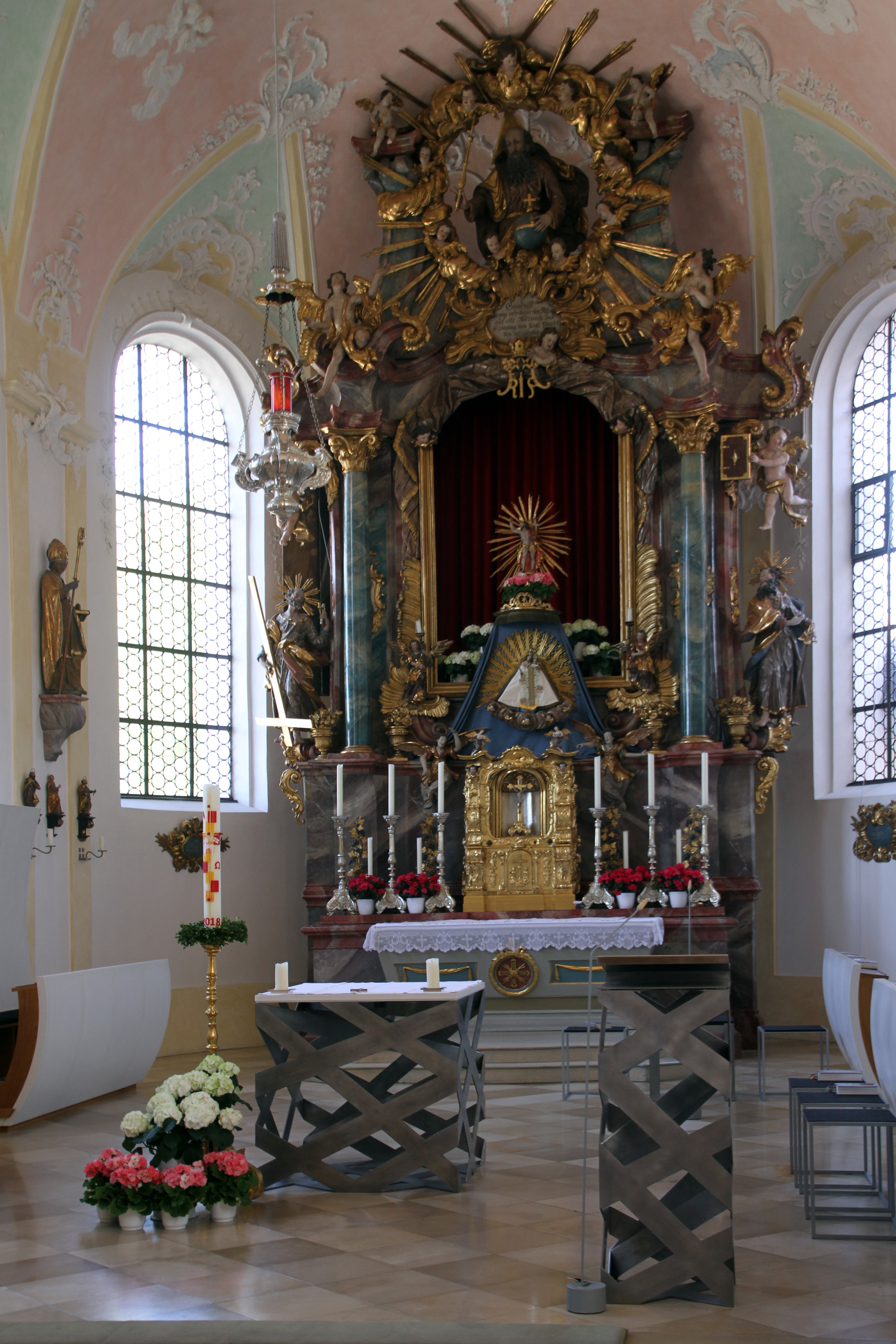
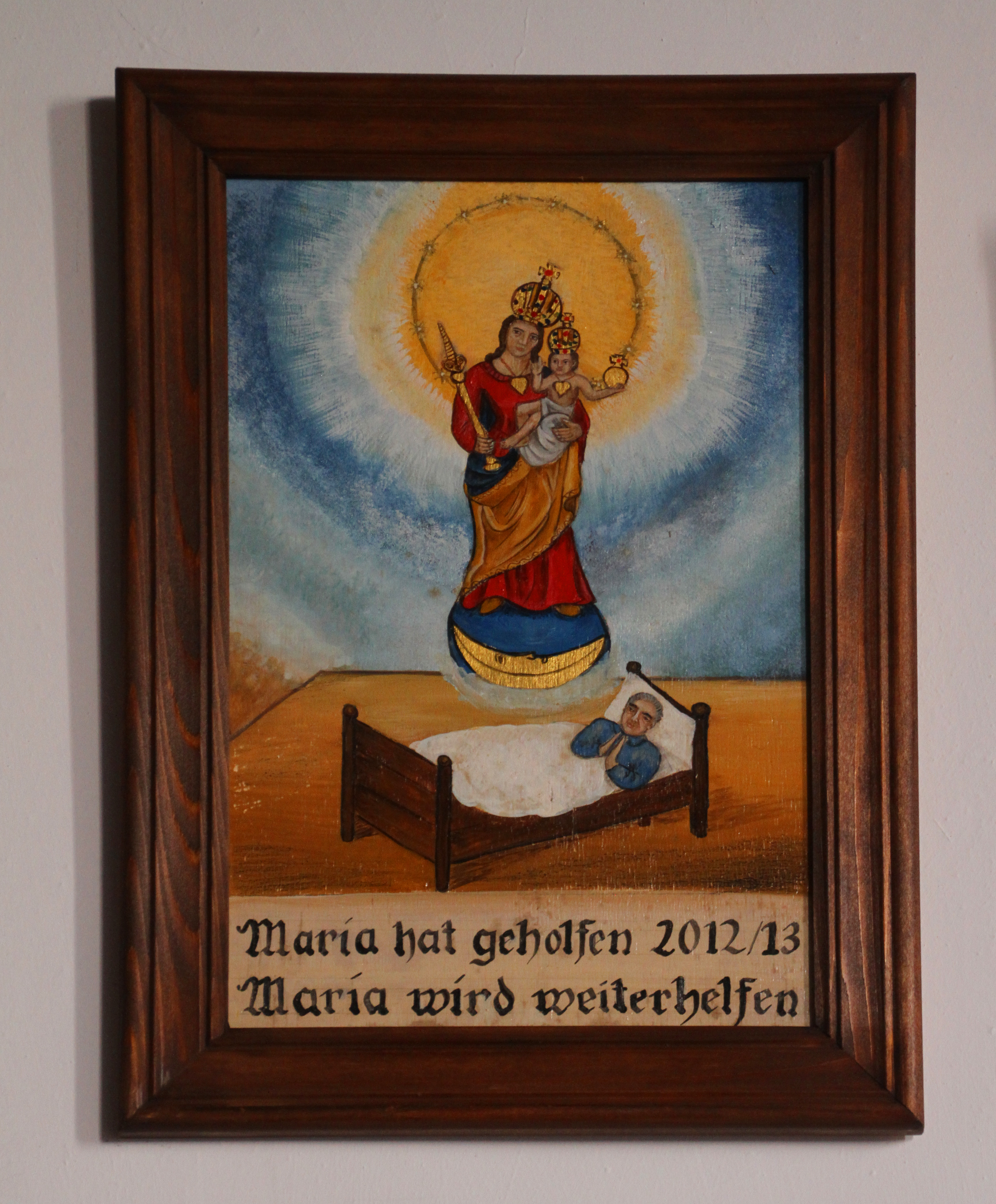
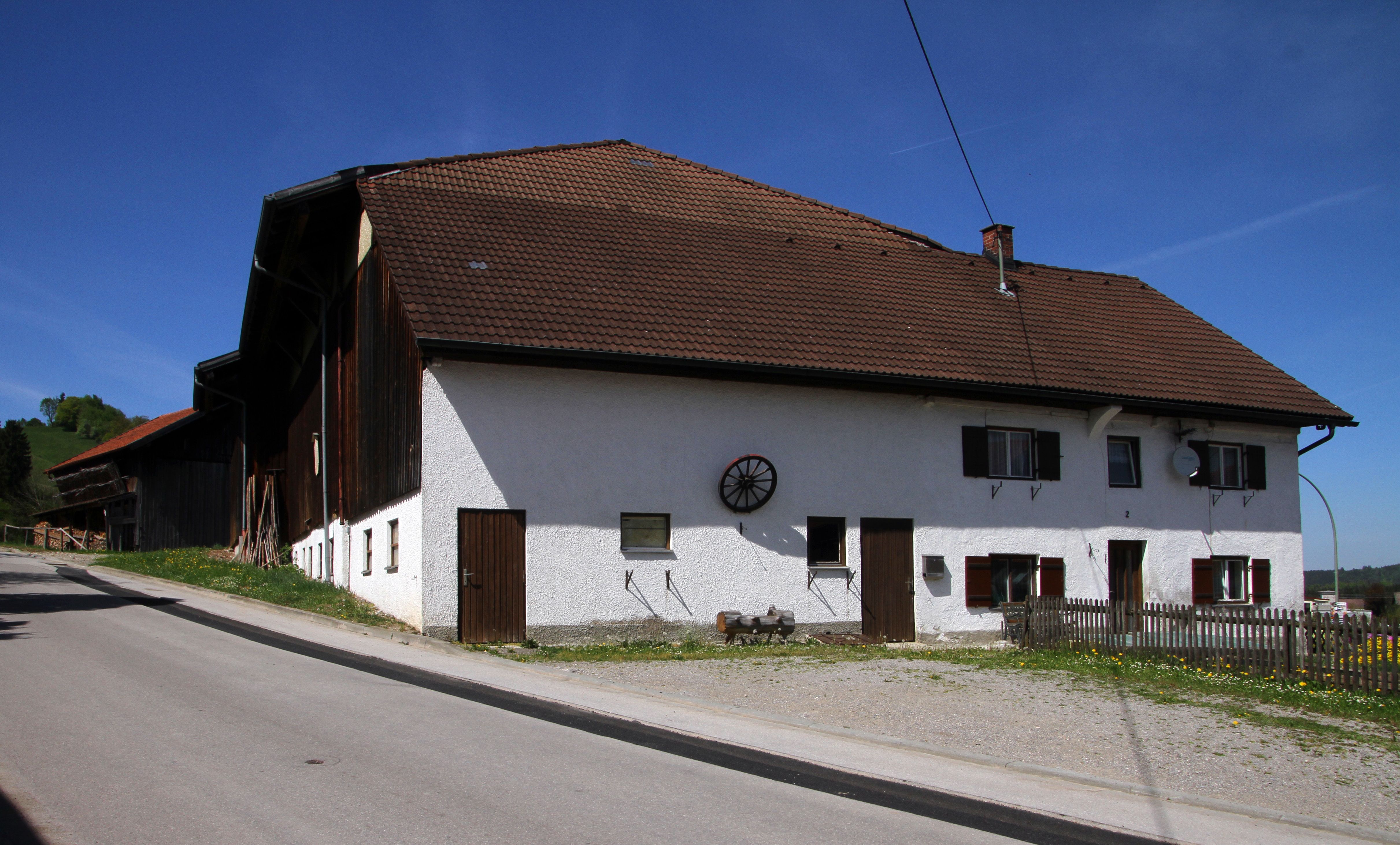
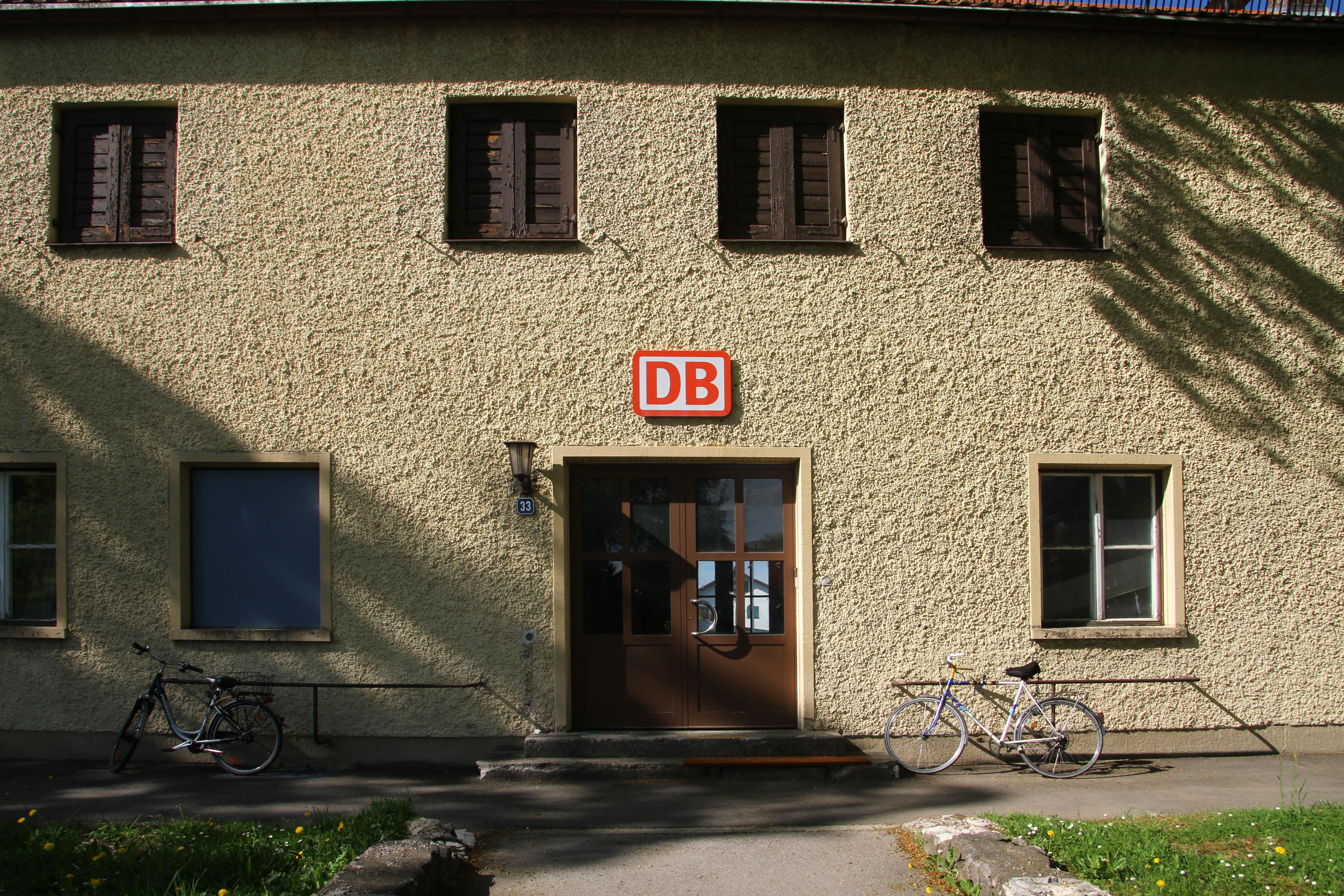